# Secamone deflexa
Secamone deflexa är en oleanderväxtart som beskrevs av Jumelle och Perrier. Secamone deflexa ingår i släktet Secamone och familjen oleanderväxter. Inga underarter finns listade i Catalogue of Life.